# 新良一規
新良 一規（しんら かずのり、1956年8月10日 - ）は、山口県出身の元ボートレーサー。
登録第2930号。同期には瀬尾達也らがいる。

## 来歴
- 1980年3月21日、選手登録。46期。
- 1980年5月2日から徳山競艇場で開催された一般戦でデビュー。（4着）
- 1980年8月2日から鳴門競艇場で開催された一般戦で初勝利。
- 1981年2月19日からびわこ競艇場で開催された一般戦で初優出。（4着）
- 1982年5月28日から三国競艇場で開催された一般戦で初優勝。
- 1985年2月7日から徳山競艇場で開催された「第28回中国地区選手権」でG1初出場し、G1初勝利を飾る。
- 1990年10月6日から戸田競艇場で開催された「第37回全日本選手権」でSG初出場し、SG初勝利を飾る。
- 1991年7月13日から浜名湖競艇場で開催された「第38回浜名湖賞」でG1初優出。（6着）
- 1994年10月7日から常滑競艇場で開催された「第41回全日本選手権」でSG初優出。（4着）
- 1995年6月2日から津競艇場で開催された「第43回つつじ賞王座決定戦」でG1初優勝。
- 1996年8月27日から蒲郡競艇場で開催された「第42回モーターボート記念」6日目（最終日）優勝戦で3号艇4コースからつけ枚で勝利[1]しSG初優勝。
- 2021年9月2日からボートレース徳山で開催された 一般戦「スポーツニッポン杯争奪戦」6日目（最終日）第12R（優勝戦）で1号艇1コースから逃げを決めて勝利[2]し、通算45回目の優勝。結果として現役最後の優勝となった。
- 2022年11月25日からボートレース宮島で開催された 一般戦「第12回やまだ屋「桐葉菓」杯」5日目（29日）第7R号1号艇1コースから逃げを決めて勝利[3]し、163人目[4]となる通算2000勝を達成。
- 2023年12月28日からボートレース下関で開催された 一般戦「にっぽん未来プロジェクト競走in下関」6日目（最終日）第1Rで1号艇1コースから逃げを決めて勝利[5]し、通算2017勝目となる勝利をあげる。結果として、現役最後の勝利となった。
- 2024年4月25日からボートレース下関で開催された 一般戦「オープン5周年記念モーヴィ下関杯ALL山口GW特選」初日第1Rに出走し3着[6]。結果として現役最後のレースとなった。
- 2024年6月11日、選手登録を消除。引退[7]。新良の引退によって登録2000番代の現役レーサーは3人となった。

## 獲得タイトル
- 1996年 9月1日 第42回 モーターボート記念（蒲郡）

## 戦績
- 出走回数：8925回
- 1着回数：2017回
- 優出回数：258回
- 優勝回数：45回
- SG優勝回数：1回
- SG優出回数：2回
- SG出走回数：247回
- G1優勝回数：3回
- G1優出回数：24回
- G1出走回数：1405回
- フライング(F)回数：41回
- 出遅れ(L)回数：3回
- 通算勝率：6.09
- 2連対率：42.33
- 3連対率：59.81
- 生涯獲得賞金：1,087,523,525円